# Unione Sportiva Gerli 1942-1943
Questa voce raccoglie le informazioni riguardanti l'Unione Sportiva Gerli nelle competizioni ufficiali della stagione 1942-1943.

## Rosa
| N. |                   | Ruolo | Calciatore         |
| -- | ----------------- | ----- | ------------------ |
|    | Italia (bandiera) | C     | V. Bonalumi        |
|    | Italia (bandiera) | A     | Luigi Cazzamalli   |
|    | Italia (bandiera) | C     | Cesare Citterio    |
|    | Italia (bandiera) | P     | Angelo Civati      |
|    | Italia (bandiera) | C     | Annibale Colombi   |
|    | Italia (bandiera) | A     | Carlo Fabris       |
|    | Italia (bandiera) | D     | Antonio Frigerio   |
|    | Italia (bandiera) | A     | A. Geloni          |
|    | Italia (bandiera) | C     | Paolo Giustacchini |
|    | Italia (bandiera) | D     | F. Mari            |
|    | Italia (bandiera) | C     | Giovanni Marin     |
|    | Italia (bandiera) | A     | Adamo Meroni       |
|    | Italia (bandiera) | A     | Cesare Messa       |

| N. |                   | Ruolo | Calciatore       |
| -- | ----------------- | ----- | ---------------- |
|    | Italia (bandiera) | P     | Osvaldo Mosconi  |
|    | Italia (bandiera) | D     | Battista Padovan |
|    | Italia (bandiera) | A     | Giuseppe Pagni   |
|    | Italia (bandiera) | A     | B. Pasquarelli   |
|    | Italia (bandiera) | A     | Pasquale Pedrani |
|    | Italia (bandiera) | D     | A. Piperi        |
|    | Italia (bandiera) | C     | C. Portaluppi    |
|    | Italia (bandiera) | C     | Guido Proserpio  |
|    | Italia (bandiera) | A     | D. Sambruna      |
|    | Italia (bandiera) | D     | Luigi Spinelli   |
|    | Italia (bandiera) | P     | Angelo Villa     |
|    | Italia (bandiera) | D     | Antonio Zennaro  |